# Stammheim (Zurique)
Stammheim é uma comuna da Suíça, situada no distrito de Andelfingen, no cantão de Zurique. Tem 23,95 km² de área e sua população em 2018 foi estimada em 2.746 habitantes.